# South Zanesville
South Zanesville és una població dels Estats Units a l'estat d'Ohio. Segons el cens del 2000 tenia 1.936 habitants.

## Demografia
Segons el cens del 2000, South Zanesville tenia 1.936 habitants, 797 habitatges, i 540 famílies. La densitat de població era de 1.024 habitants per km².
Dels 797 habitatges en un 32,1% hi vivien nens de menys de 18 anys, en un 48,8% hi vivien parelles casades, en un 13,6% dones solteres, i en un 32,2% no eren unitats familiars. En el 26,5% dels habitatges hi vivien persones soles el 10,9% de les quals corresponia a persones de 65 anys o més que vivien soles. El nombre mitjà de persones vivint en cada habitatge era de 2,43 i el nombre mitjà de persones que vivien en cada família era de 2,9.
Per edats la població es repartia de la següent manera: un 25,2% tenia menys de 18 anys, un 9% entre 18 i 24, un 29,7% entre 25 i 44, un 21,3% de 45 a 60 i un 14,7% 65 anys o més.
L'edat mediana era de 36 anys. Per cada 100 dones de 18 o més anys hi havia 89 homes.
La renda mediana per habitatge era de 32.292 $ i la renda mediana per família de 37.837 $. Els homes tenien una renda mediana de 27.724 $ mentre que les dones 21.220 $. La renda per capita de la població era de 14.920 $. Aproximadament el 10,3% de les famílies i l'11,1% de la població estaven per davall del llindar de pobresa.

## Poblacions més properes
El següent diagrama mostra les poblacions més properes.